# Frankrikes damlandslag i volleyboll
Frankrikes damlandslag i volleyboll (franska: Équipe de France de volley-ball féminin) representerar Frankrike i volleyboll på damsidan. Laget har deltagit i tre VM och som bäst slutat sjua (1952). De har deltagit i ett stort antal EM och som bäst blivit fyra (1951). De vann European Volleyball League 2022.

### Fotnoter
1. 1 2 3 4 5 6 7 8 9 10 11 12 13 14 15 16 17 18 19 20 21 22  ”CEV:s databas”. https://www-old.cev.eu/Competition-Area/CompetitionTeamDetails.aspx?TeamID=11839.
2. ↑  ”HISTORY” (på engelska). Fédération Luxembourgeoise de Volleyball. https://novotelcup.lu/home/history. Läst 12 november 2023.
3. ↑  ”FIVB World Grand Prix 2017” (på engelska). Fédération Internationale de Volleyball. http://worldgrandprix.2017.fivb.com/en. Läst 7 mars 2023.
4. ↑  ”Résultats des XVIII J.M.” (på franska). Comité international des Jeux méditerranéens. sid. 43. https://cijm.org.gr/wp-content/uploads/2019/07/final-resutls_tarragona_2018.pdf. Läst 17 mars 2023.
5. ↑  ”CEV EuroVolley 2019  -  Women” (på engelska). Confédération Européenne de Volleyball. https://www-old.cev.eu/Competition-Area/competition.aspx?ID=1053&PID=-2. Läst 10 september 2022.
6. ↑  ”CEV Volleyball European Golden League 2021  -  Women” (på engelska). Confédération Européenne de Volleyball. https://www-old.cev.eu/Competition-Area/competition.aspx?ID=1296&PID=-2. Läst 29 oktober 2022.
7. ↑  ”CEV EuroVolley 2021  -  Women” (på engelska). Confédération Européenne de Volleyball. https://www-old.cev.eu/Competition-Area/competition.aspx?ID=1248&PID=-2. Läst 16 april 2022.
8. ↑  ”CEV Volleyball European Golden League 2022  -  Women - Competition Final Standing” (på engelska). Confédération Européenne de Volleyball. https://www-old.cev.eu/Competition-Area/competition.aspx?ID=1379&PID=-2. Läst 5 juli 2023.
9. ↑  ”Results Book” (på engelska). Comité international des Jeux méditerranéens. https://cijm.org.gr/wp-content/uploads/2022/11/gdm2022_adb.pdf. Läst 16 februari 2023.
10. ↑  volleyballworld.com. ”Volleyball Challenger Cup 2022 - Women's standings” (på engelska). https://en.volleyballworld.com/volleyball/competitions/challenger-cup-2022/standings/women/#round-f. Läst 20 maj 2023.
11. ↑  ”European League” (på engelska). Confédération Européenne de Volleyball. https://www.cev.eu/national-team/european-league/2023/european-golden-league/women. Läst 10 juli 2023.
12. ↑  volleyballworld.com. ”Volleyball Challenger Cup 2023 - Women's standings” (på engelska). https://en.volleyballworld.com/volleyball/competitions/challenger-cup-2023/standings/women/#round-f. Läst 31 januari 2024.
13. ↑  ”Women  -  EuroVolley” (på engelska). Confédération Européenne de Volleyball. https://eurovolley.cev.eu/en/2023/women/#final-standing. Läst 10 september 2023.
14. ↑  volleyballworld.com. ”VNL 2024 - Women's standings.” (på engelska). https://en.volleyballworld.com/volleyball/competitions/volleyball-nations-league/standings/women/#round-f. Läst 24 juni 2024.
15. ↑  ”Volleyball Olympic Games Paris 2024 - Women's standings.” (på engelska). Volleyball World. https://en.volleyballworld.com/volleyball/competitions/volleyball-olympic-games-paris-2024/standings/women/#round-f. Läst 12 augusti 2024.
16. ↑  Senaste tillfället då någon kontrollerade att de inmatade tabelluppgifterna stämmer. Uppgifter kan ha matats in senare utan att kontrolleras av någon annan